# Крювель, Фридерика Мария
Фридерика Мария Крювель (нем. Frederikke Marie Crüwell; 1824, Билефельд, Северный Рейн-Вестфалия — 26 июля 1868, Билефельд, Северный Рейн-Вестфалия) — немецкая оперная певица.

## Биография
Фридерика Мария родилась в 1824 году в городе Билефельде (Вестфалия) в купеческой семье; старшая сестра Софи Иоганны Шарлотты Крювель, которая стала знаменитой оперной примой и любимой певицей императора Наполеона III. 
В 1851 году она выступила в Лондоне, где, хотя и вызвала восторг своими прекрасными голосовыми данными. Однако успех не был продолжительным, так как ей сильно недоставало хорошей вокальной школы. 
Вскоре Фридерика Мария Крювель насовсем сошла со сцены и умерла, терзаемая сожалениями о неудавшейся театральной карьере, 26 июля 1868 года в родном городе.